# Alkanna hirsutissima
Alkanna hirsutissima är en strävbladig växtart som först beskrevs av Antonio Bertoloni, och fick sitt nu gällande namn av Dc. Alkanna hirsutissima ingår i släktet Alkanna och familjen strävbladiga växter. Inga underarter finns listade i Catalogue of Life.